# Rabdion grovesi
Rabdion grovesi — вид змій родини полозових (Colubridae). Ендемік Індонезії.

## Поширення і екологія
Rabdion grovesi відомі з типової місцевості, розташованої на острові Сулавесі, у північній частині провінції Південне Сулавесі, на висоті 2150 м над рівнем моря. Вони живуть у вологих тропічних лісах.